# Daan Bakker
Pour les articles homonymes, voir Bakker.
 (janvier 2019).
Si vous disposez d'ouvrages ou d'articles de référence ou si vous connaissez des sites web de qualité traitant du thème abordé ici, merci de compléter l'article en donnant les références utiles à sa vérifiabilité et en les liant à la section « Notes et références ».
Daan Bakker, né en 1979 à Harderwijk, est un réalisateur et scénariste néerlandais.

## Filmographie

### Comme réalisateur
- 2009 : Jacco's Film[2]
- 2010 : Bukowski[3]
- 2017 : Quality Time (nl)[4]

### Comme scénariste
- 2013 : L'Élan de Noël de Lourens Blok[5]